# 手术200年
《手术200年》（又称《手术两百年》、《无影灯下》，英语：Two Hundred Years of Surgery）是中国第一部以医生视角系统展现人类与疾病做斗争的科学纪录片。《手术200年》由陈子隽担任总导演，池建新担任制片人，李清晨担任文学底本，是一部以展示了人类近代历史上外科手术的发展为主要内容的纪录片。该片共8集，每集50分钟。从2019年6月22至29日，每天20:04在中央广播电视总台纪录频道（CCTV-9）连续播出。

## 制作
大型纪录片《手术200年》历时3年，全球12国取景拍摄制作，由中央电视台直属单位中央新闻纪录电影制片厂（集团）承制。是中国第一部以医生视角系统展现人类与疾病作斗争的作品。

## 分集
该片8集分别名为《理性之光》、《手术基石》、《长驱直入》、《攻入颅腔》、《打开心脏》、《生死“器”约》、《众病之王》和《手术未来》。
| 集数   | 名称       | 主要内容                                                                          |
| ------ | ---------- | --------------------------------------------------------------------------------- |
| 第一集 | 理性之光   | 维萨里的解剖和哈维的循环，医学如何从原始巫术发展到现代医学。                      |
| 第二集 | 手术基石   | 现代手术的基石——麻醉、消毒、止血和缝合等技术。                                    |
| 第三集 | 长驱直入   | X射线的发现及滥用、一台妇产科手术、如何把一名医学院毕业的博士培养成为合格的医生。 |
| 第四集 | 攻入颅腔   | 远古时代的开颅手术，现代的电子计算机断层扫描、显微镜等技术。                      |
| 第五集 | 打开心脏   | 人类通过智慧和勇气，打开了现代外科领域内最晚被打开的人体发动机——心脏。            |
| 第六集 | 生死“器”约 | 二十世纪最伟大的医学奇迹之一——器官移植手术。                                      |
| 第七集 | 众病之王   | 癌症的发现、治疗以及对癌症晚期患者的临终关怀。                                    |
| 第八集 | 手术未来   | 外科手术的现状及未来——纳米技术、干细胞研究、克隆技术、手术机器人等技术。          |